# May Pen
May Pen är en parishhuvudort i Jamaica.   Den ligger i parishen Clarendon, i den centrala delen av landet, 50 km väster om huvudstaden Kingston. May Pen ligger 81 meter över havet och antalet invånare är 44 755. Den ligger på ön Jamaica.
Terrängen runt May Pen är platt åt sydväst, men åt nordost är den kuperad. Runt May Pen är det tätbefolkat, med 297 invånare per kvadratkilometer. May Pen är det största samhället i trakten. I omgivningarna runt May Pen växer i huvudsak städsegrön lövskog.